# وستارية صينية
الوستارية الصينية (الاسم العلمي: Wisteria sinensis) هي نوع من النباتات يتبع جنس الوستارية من الفصيلة البقولية. وهي نبات خشبي معمر نَفْضِي متسلق. الوستارية الصينية هي نوع من أنوع الوستارية المعترش. الموطن الأصلي للويستارية الصينية هي الصين تحديدا في شنشي، وهنان، ويونان، وخبي، وقويتشو، وقوانغشي. الوستارية الصينية يمكن أن يصل طولها إلى 20-30 متر لأنها بالأصل نبات متسلق. يتم تدريب الوستارية الصينية على أن تصبح شجرة خشبية معمرة وذلك عن طريق تقليمها.

## خصائص
أوراق الوستارية الصينية أوراق ريشية خضراء. الزهور إما بيضاء أو زرقاء أو أورجوانية، وتتميز أزهاراها برائحة عطرية تشبه رائحة العنب.

الوستارية الصينية في عدة فصول سنوية مختلفة

## معرض صور

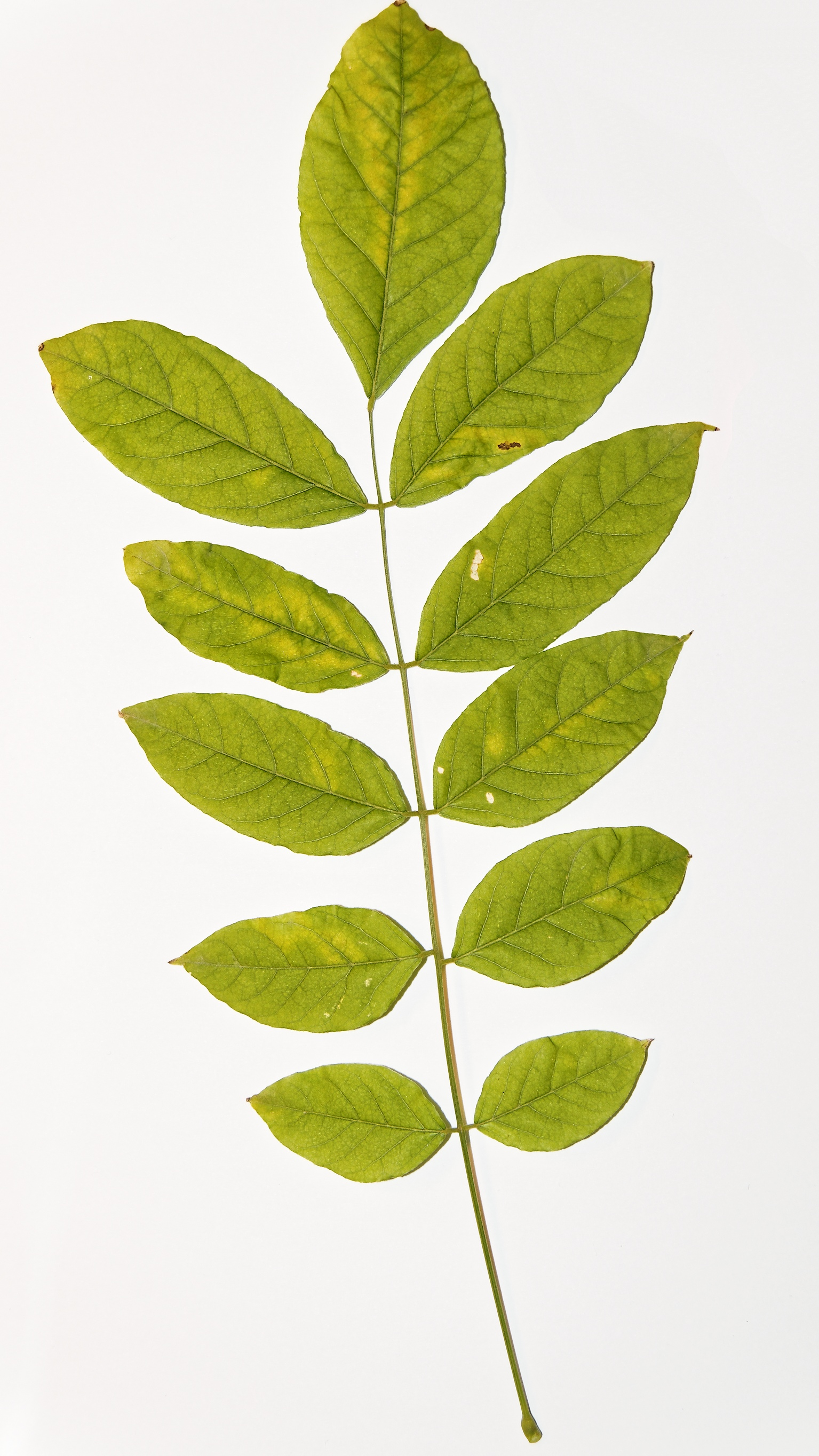
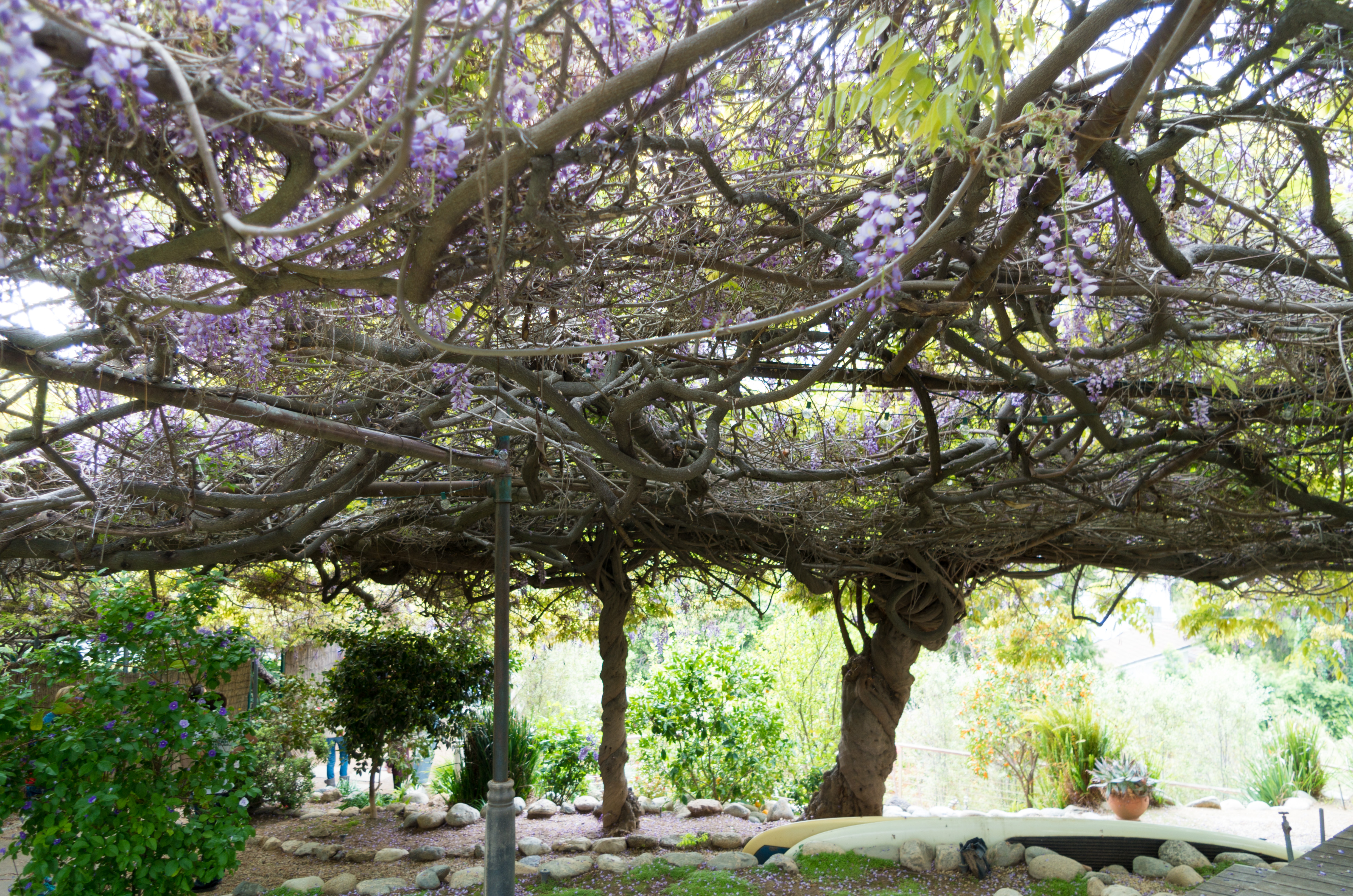
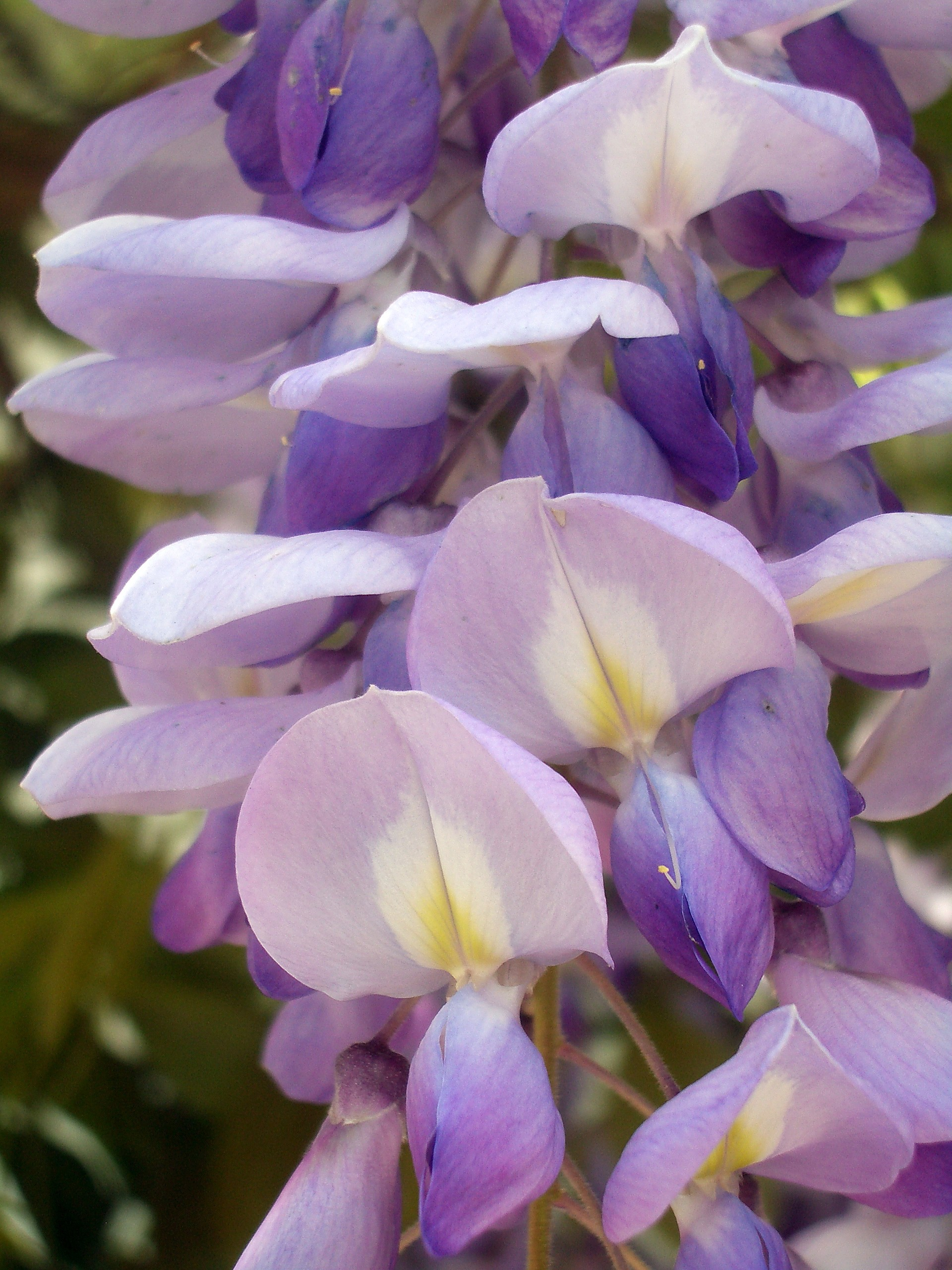
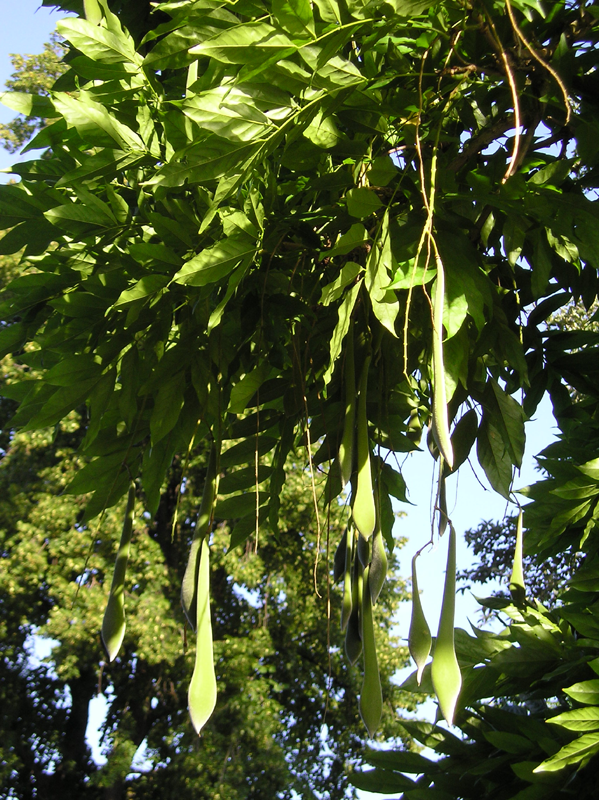
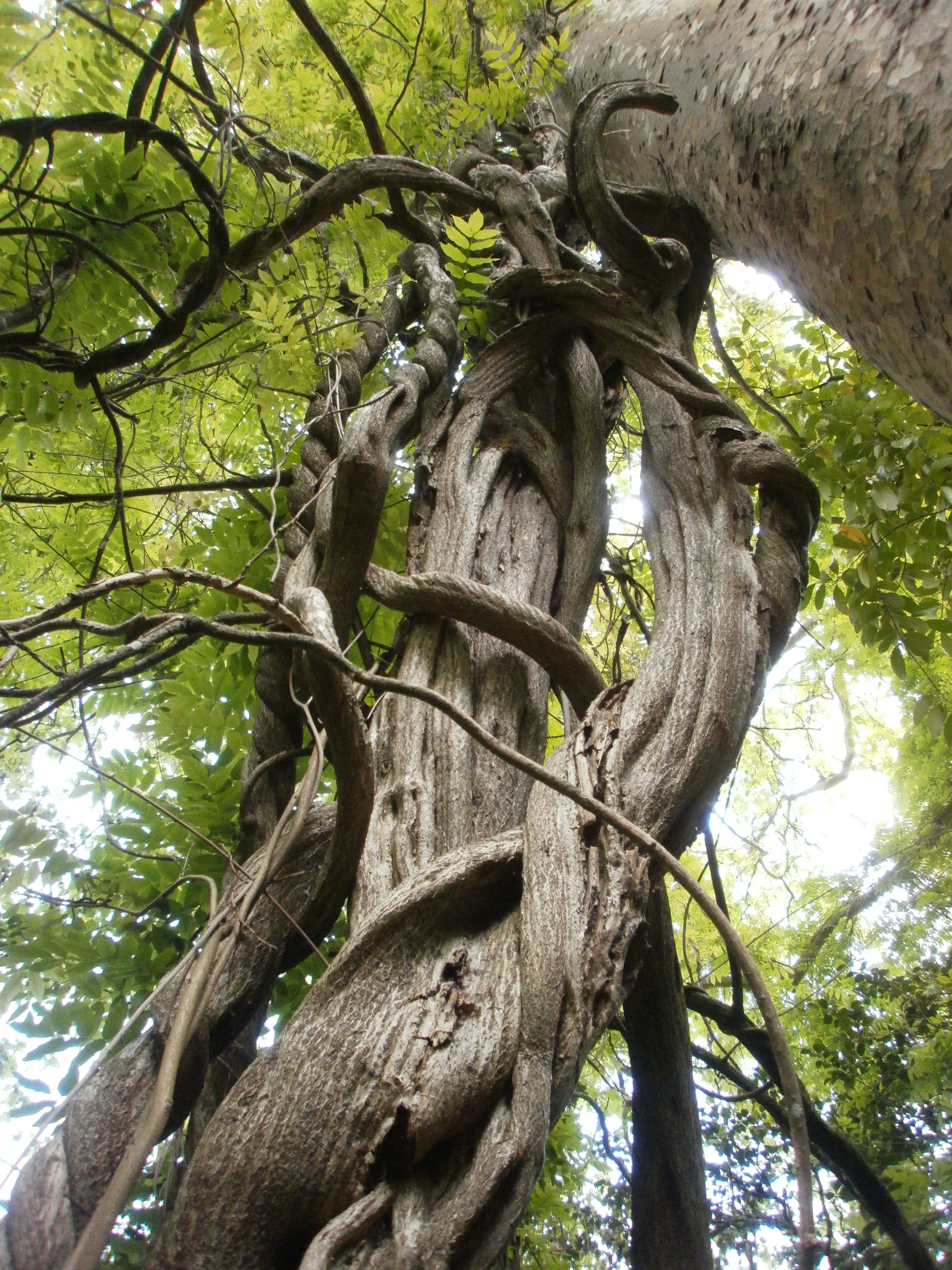
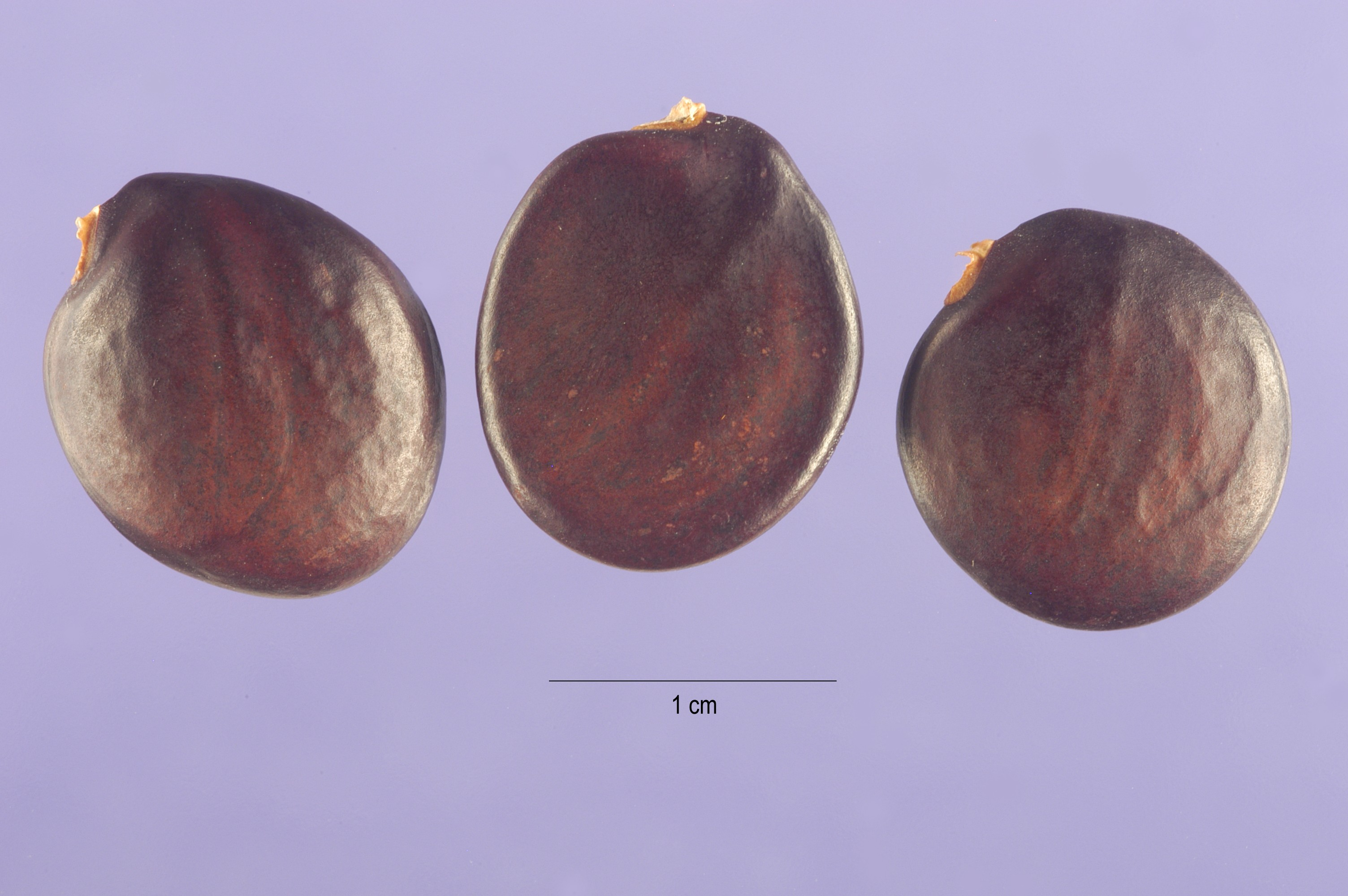